# Bucșani (Dâmbovița)
Bucşani é uma comuna romena localizada no distrito de Dâmboviţa, na região de Muntênia. A comuna possui uma área de 58.09 km² e sua população era de 6867 habitantes segundo o censo de 2007.